# Erin Doherty
Erin Rachael Doherty (ur. 16 lipca 1992 w Londynie) – brytyjska aktorka.

## Życiorys
Doherty ma irlandzkie pochodzenie, wychowywała się Crawley w hrabstwie West Sussex. Jej rodzice rozwiedli się, gdy miała cztery lata. W latach nastoletnich uczęszczała na lekcje teatralne ze swoją siostrą Grace. Ukończyła Hazelwick School w Crawley, a także uczęszczała na kursy aktorskie w Guildford School of Acting i Bristol Old Vic Theatre School.

## Kariera
Zadebiutowała w 2015 występując w przedstawieniach teatralnych m.in. w My Name Is Rachel Corrie oraz The Divide autorstwa Alana Ayckbourna w londyńskim teatrze The Old Vic. W 2016 zadebiutowała w serialu telewizyjnym Z pamiętnika położnej emitowanym na kanale BBC One. W 2019 wystąpiła w trzecim sezonie serialu Netflixa The Crown. W 2020 wygrała Nagrodę Gildii Aktorów Ekranowych.
W 2022 zagrała główną role w dramacie Chloe, wcielając się w rolę Becky Green. W 2024 zagrała w filmie Regentka. W 2025 zagrała psycholożkę dziecięcą Briony Ariston w miniserialu Netflixa Dojrzewanie.

## Życie prywatne
Jest lesbijką, związana z aktorką Sophią Melville.

## Filmografia

### Filmy
| Rok  | Tytuł       | Rola       |
| ---- | ----------- | ---------- |
| 2023 | Regentka    | Anne Askew |
| 2024 | Reawakening | Clare      |

### Seriale
| Rok  | Tytuł                    | Rola           |
| ---- | ------------------------ | -------------- |
| 2017 | Z pamiętnika położnej    | Jessie Marsh   |
| 2018 | Les Misérables: Nędznicy | Fabienne       |
| 2020 | Unprecedented            | Dee            |
| 2022 | Chloe                    | Becky          |
| 2025 | Tysiąc ciosów            | Mary Carr      |
| 2025 | Dojrzewanie              | Briony Ariston |